# Maedtabkha
Maedtabkha – gewog w dystrykcie Czʽukʽa, w Bhutanie. Według danych z 2017 roku liczył 657 mieszkańców.